# Raquel, Raquel
Raquel, Raquel es una película dramática de 1968, que cuenta la historia de una profesora timorata que vive con su madre y que todo cambia con la entrada de un hombre en su vida. La película fue dirigida por Paul Newman y protagonizada por Joanne Woodward, James Olson, Kate Harrington, Estelle Parsons, Donald Moffat, Terry Kiser, Bernard Barrow y Geraldine Fitzgerald.
La película es una adaptación de Stewart Stern de A Jest of God, novela de Margaret Laurence. El filme fue nominado a diferentes apartados de los Oscar: Mejor actriz, (Joanne Woodward), mejor actriz de reparto (Estelle Parsons), mejor película y mejor guion adaptado.

## Reparto
- Joanne Woodward - Rachel Cameron
- James Olson - Nick Kazlik
- Kate Harrington - May Cameron
- Estelle Parsons - Calla Mackie
- Donald Moffat - Niall Cameron
- Terry Kiser - Predicador
- Frank Corsaro - Hector Jonas